# Естель Тейлор
Естель Бойлан, відома як Тейлор (англ. Estelle Taylor; 20 травня 1894 — 15 квітня 1958) — американська акторка, співачка та захисниця тварин. Популярна в Голлівуді 1920-х в епоху німого кіно. За внесок у кіно удостоєна зірки на Голлівудській алеї слави. Засновниця Каліфорнійської ліги захисту тварин.

## Біографія
Народилася 20 травня 1894 року в місті Вілмінгтон, штат Делавер. У 19 років (1913) одружилася з банкіром і переїхала з ним у Нью-Йорк, де стала вивчати драматичне мистецтво. Там вона також часто позувала як модель різним художникам і виступила кілька разів у хорі на Бродвеї. У кінці 1910-х, після розлучення, перебралася до Голлівуду, де в 1919 році почалася її кінокар'єра.
Першого успіху домоглася в середині 1920-х у картинах «Монте-Крісто» (1922), «Десять заповідей» (1923) і «Дон Жуан» (1926). Не менш успішними стали ролі в картинах «Вулична сцена» (1931), «Сімаррон» (1931) і «Називай її дикою» (1932).
У 1925 одружилася з боксером Джеком Демпсі. Шлюб у 1930 році завершився скандальним розлученням, Естель відсудила в нього $ 40,000 готівкою, 3 автомобілі і майно на загальну суму в $ 150,000.
Естель Тейлор була дуже дружна з мексиканською акторкою Лупе Велес. 13 грудня 1944 року вони провели вечір у ресторані, після чого Велес повернулася додому і наклала на себе руки. Тейлор останньою бачила Лупе живою, і тому її ім'я деякий час не сходило зі сторінок газет.
Останній раз на екранах вона з'явилася в 1945 році у фільмі Жана Ренуара «Південець». Наступні роки Тейлор присвятила захисту тварин, стала засновницею і першою очільницею Каліфорнійської ліги захисту тварин.
Естель Тейлор померла від раку 15 квітня 1958 року в Лос-Анджелесі, похована на місцевому кладовищі «Hollywood Forever».

## Вибрана фільмографія
- 1923 — Десять заповідей / The Ten Commandments
- 1931 — Сімаррон / Cimarron